# Discographie d'Epica
La discographie d'Epica se compose de 9 albums studio, de 2 albums live, d'une compilation, d'une musique de film, de 2 DVD et de 11 singles, dont 8 ont bénéficié de clip vidéo depuis la formation du groupe néerlandais de metal symphonique en 2002.

## Albums

### Albums studio
- 2003 : The Phantom Agony

1. Adyta (The Neverending Embrace ~ Prelude ~)
2. Sensorium
3. Cry for the Moon (The Embrace That Smothers, Part IV)
4. Feint
5. Illusive Consensus
6. Façade of Reality (The Embrace That Smothers, Part V)
7. Run For A Fall
8. Seif Al Din (The Embrace That Smothers, Part VI)
9. The Phantom Agony

- 2005 : Consign to Oblivion

1. Hunab K'u  (A New Age Dawns, Prologue)
2. Dance Of Fate
3. The Last Crusade (A New Age Dawns, Part I)
4. Solitary Ground
5. Blank Infinity
6. Force Of The Shore
7. Quietus
8. Mother Of Light (A New Age Dawns, Part II)
9. Trois Vierges
10. Another Me "In Lack'ech"
11. Consign To Oblivion  (A New Age Dawns, Part III)

- 2007 : The Divine Conspiracy

1. Indigo (Prologue)
2. The Obsessive Devotion
3. Menace Of Vanity
4. Chasing The Dragon
5. Never Enough
6. La'petach Chatat Rovetz (The Final Embrace)
7. Death Of A Dream (The Embrace That Smothers, Part VII)
8. Living A Lie (The Embrace That Smothers; Part VIII)
9. Fools Of Damnation (The Embrace That Smothers, Part IX)
10. Beyond Belief
11. Safeguard To Paradise
12. Sancta Terra
13. The Divine Conspiracy
14. Higher High (Bonus)
15. Replica (Reprise de Fear Factory) (Bonus)

- 2009 : Design Your Universe

1. Samadhi (Prelude)
2. Resign to Surrender (A New Age Dawns, Part IV)
3. Unleashed
4. Martyr of the Free Word
5. Our Destiny
6. Kingdom of Heaven (A New Age Dawns, Part V)
7. The Price of Freedom (Interlude)
8. Burn to a Cinder
9. Tides of Time
10. Deconstruct
11. Semblance of Liberty
12. White Waters (avec Tony Kakko de Sonata Arctica)
13. Design Your Universe (A New Age Dawns, Part VI)

- 2012 : Requiem for the Indifferent

1. Karma
2. Monopoly On Truth
3. Storm the Sorrow
4. Delirium
5. Internal Warfare
6. Requiem For The Indifferent
7. Anima
8. Guilty Demeanor
9. Deep Water Horizon
10. Stay The Course
11. Deter The Tyrant
12. Avalanche
13. Serenade of Self-Destruction

- 2014 : The Quantum Enigma

1. Originem
2. The Second Stone
3. The Essence of Silence
4. Victims of Contingency
5. Sense Without Sanity (The Impervious Code)
6. Unchain Utopia
7. The Fifth Guardian (Interlude)
8. Chemical Insomnia
9. Reverence (Living in the Heart)
10. Omen (The Ghoulish Malady)
11. Canvas of Life
12. Natural Corruption
13. The Quantum Enigma (Kingdom of Heaven Part II)

- 2016 : The Holographic Principle

1. Eidola
2. Edge of the Blade
3. A Phantasmic Parade
4. Universal Death Squad
5. Divide and Conquer
6. Beyond the Matrix
7. Once Upon a Nightmare
8. The Cosmic Algorithm
9. Ascension (Dream State Armageddon)
10. Dancing in a Hurricane
11. Tear Down Your Walls
12. The Holographic Principle (A Profound Understanding of Reality)

- 2021 : Omega

1. Alpha – Anteludium
2. Abyss of Time – Countdown to Singularity
3. The Skeleton Key
4. Seal of Solomon
5. Gaia
6. Code of Life
7. Freedom – The Wolves Within
8. Kingdom of Heaven, Part 3 – The Antediluvian Universe
9. Rivers
10. Synergize – Manic Manifest
11. Twilight Reverie – The Hypnagogic State
12. Omega – Sovereign of the Sun Spheres

- 2025 : Aspiral

1. Cross the Divide
2. Arcana
3. Darkness Dies in Light (A New Age Dawns, Part VII)
4. Obsidian Heart
5. Fight to Survive – The Overview Effect
6. Metanoia (A New Age Dawns, Part VIII)
7. T.I.M.E.
8. Apparition
9. Eye of the Storm
10. The Grand Saga of Existence (A New Age Dawns, Part IX)
11. Aspiral

### Musique de film
- 2005 : The Score - An Epic Journey

1. Vengeance Is Mine
2. Unholy Trinity
3. Valley
4. Caught in a Web
5. Insomnia
6. Under the Aegis
7. Trois Vierges (Solo Version)
8. Mystica
9. Valley of Sins
10. Empty Gaze
11. Alleged Paradigm
12. Supremacy
13. Beyond the Depth
14. Epitome
15. Inevitable Embrace
16. Angel of Death
17. Ultimate Return
18. Trois Vierges (Reprise)
19. Solitary Ground (Single Version)
20. Quietus (Score Version)

### Albums en concert
- 2009 : The Classical ConspiracyCD 1 - Classical Set

1. Palladium
2. Dies Irea
3. Ombra Mai Fu
4. Adagio
5. Spiderman Medley
6. Presto
7. Montagues & Capulets
8. The Imperial March
9. Stabat Mater Dolorosa
10. Unholy Trinity
11. In The Hall Of The Mountain King
12. Pirates Of The Caribbean
13. Indigo
14. The Last Crusade
15. Sensorium
16. Quietus
17. Chasing The Dragon
18. Feint

CD 2 - Epica Set
1. Never Enough
2. Beyond Belief
3. Cry For The Moon
4. Safeguard To Paradise
5. Blank Infinity
6. Living A Lie
7. The Phantom Agony
8. Sancta Terra
9. Illusive Consensus
10. Consign To Oblivion

- 2013 : RetrospectCD1

1. Introspect
2. Monopoly on Truth
3. Sensorium
4. Unleashed
5. Martyr of the Free World
6. Chasing the Dragon
7. Presto
8. Never Enough
9. Stabat Mater Dolorosa
10. Twin Flames

CD 2
1. Serenade of Self Destruction
2. Orchestral Medley
3. The Divine Conspiracy
4. Delirium
5. Blank Infinity
6. The Obsessive Devotion
7. Retrospect
8. Battle of the Heroes & Imperial March
9. Quietus
10. The Phantom Agony

CD 3
1. Cry for the Moon
2. Sancta Terra
3. Design Your Universe
4. Storm the Sorrow
5. Consign to Oblivion
6. Outrospect

### Compilations
- 2006 : The Road to Paradiso

1. Welcome to the Road to Paradiso
2. Making of Adyta
3. Adyta (Demo Version)
4. Making of Cry for the Moon
5. Cry for the Moon (Demo Version)
6. Making of Quietus
7. Quietus (Demo Version)
8. Quietus (Single Version)
9. The Fallacy (Unreleased Track)
10. Interview with Ad on Live Tracks
11. Solitary Ground (Unreleased Live Version)
12. Blank Infinity (Unreleased Live Version)
13. Mother Of Light (Unreleased Live Version)
14. Linger (Unreleased Piano Version)
15. Crystal Mountain (Orchestral Version)
16. Purushayita (Unreleased Track)

## Singles
- 2003 : The Phantom Agony
- 2004 : Feint
- 2004 : Cry for the Moon
- 2005 : Solitary Ground
- 2005 : Quietus (Silent Reverie)
- 2007 : Never Enough
- 2008 : Chasing the Dragon
- 2009 : Unleashed
- 2009 : Martyr of the Free Word
- 2010 : This Is the Time
- 2012 : Storm the Sorrow
- 2012 : Forevermore
- 2014 : The Essence of Silence
- 2014 : Unchain Utopia

## Vidéographie

### DVD
- 2004 : We Will Take You With Us
- 2013 : Retrospect

### Clips vidéo
- 2003 : The Phantom Agony, tiré de l'album The Phantom Agony
- 2004 : Feint, tiré de l'album The Phantom Agony
- 2005 : Quietus (Silent Reverie), tiré de l'album Consign to Oblivion
- 2005 : Solitary Ground, tiré de l'album Consign to Oblivion
- 2007 : Never Enough, tiré de l'album The Divine Conspiracy
- 2009 : Unleashed, tiré de l'album Design Your Universe
- 2010 : This Is the Time, hors album, ce morceau unplugged est écrit pour le WWF
- 2012 : Storm the Sorrow, tiré de l'album Requiem for the Indifferent
- 2012 : Forevermore, hors album, collaboration avec l'artiste Ruurd Woltring
- 2014 : Victims of Contingency, tiré de l'album The Quantum Enigma
- 2016 : Edge of the Blade, tiré de l'album The Holographic Principle
- 2017 : Beyond the Matrix, tiré de l'album The Holographic Principle
- 2017 : Immortal Melancholy, tiré de l'EP The Solace System, dessin animé réalisé par Davide Cilloni
- 2019 : Martyr Of The Free Word en version acoustique, tiré de Design Your Universe gold edition
- 2020 : Abyss of Time, tiré de l'album Omega
- 2020 : Freedom - The Wolves Within, tiré de l'album Omega, réalisé par Bram Knol
- 2020 : Abyss O'Time, tiré de l'album Omega, version acoustique réalisé en studio
- 2021 : Rivers, tiré de l'album Omega
- 2021 : Omegacoustic, tiré de l'album Omega
- 2021 : The Skeleton Key, tiré de l'album Omega

### Lyric vidéos
- 2012 : Storm the Sorrow, tiré de l'album Requiem for the Indifferent
- 2016 : Universal Death Squad, tiré de l'album The Holographic Principle
- 2018 : Beyond the Matrix - The Battle, tiré de l'album The Holographic Principle, il s'agit d'une collaboration entre le groupe et le Metropole Orkest (en) (un ensemble orchestral néerlandais œuvrant dans le jazz et la pop), le morceau est construit comme un échange entre les deux formations
- 2019 : Kingdom of Heaven, tiré de Design Your Universe

### Live vidéos
- 2013 : Unleashed, tiré de l'album Design Your Universe, tiré du DVD Retrospect
- 2013 : Martyr of the Free Word, tiré de l'album Design Your Universe, tiré du DVD Retrospect
- 2015 : Natural Corruption, tiré de l'album The Quantum Enigma, enregistré durant l'European Enigma Tour
- 2015 : Unchain Utopia, tiré de l'album The Quantum Enigma, enregistré durant l'European Enigma Tour
- 2015 : The Obsessive Devotion, tiré de l'album The Divine Conspiracy
- 2015 : The Essence Of Silence, tiré de l'album The Quantum Enigma
- 2017 : A Phantasmic Parade, tiré de l'album The Holographic Principle